# Eric Geurts
Eric Geurts (Brunssum, 24 mei 1970) is een Nederlandse bestuurder en PvdA-politicus. Sinds 22 augustus 2019 is hij burgemeester van Beekdaelen.

## Biografie
Geurts studeerde chemische technologie aan de hts in Heerlen. Hij was van 2006 tot 2015 wethouder van Brunssum en was van 2015 tot 2019 gedeputeerde van Limburg. Daarnaast was hij in 2015 en tot zijn burgemeesterschap van Beekdaelen in 2019 korte tijd Statenlid. Sinds 22 augustus 2019 is hij burgemeester van Beekdaelen.
Geurts is getrouwd, heeft twee zonen en is een liefhebber van Queen.